# Belo
Belo (in greco antico: Βῆλος?, Bḕlos) è un personaggio della mitologia greca, re di Egitto oppure di Assiria, figlio di Poseidone e Líbia e fratello di Agenore. Il nome è la forma grecizzata dell'antroponimo semitico Ba'al (Bel, Baal), dal quale interviene come teonimo negli scritti di Erodoto. 

## Mitologia
È frequentemente confuso con un antico e mitico re orientale, ovvero il padre di Pigmalione e di Didone, fondatore della dinastia degli Eraclidi in Lidia o della dinastia dei Persiani e finendo per assurgere a nome di comodo per le genealogie "barbare" così come Creonte funge per quelle greche.

## La versione di Apollodoro
Secondo Apollodoro fu padre dei gemelli Egitto e Danao e la loro madre era Anchinoe, figlia del dio-fiume Nilo. Apollodoro sostiene che fu Euripide ad affermare che Belo ebbe altri due figli di nome Fineo e Cefeo. Belo regnò in Egitto mentre Agenore regnò su Sidone e Tiro, in Fenicia. Egitto regnò sull'Arabia e poi assoggettò il territorio dei Melanpodi e lo chiamò Egitto dal proprio nome, mentre Danao regnò sulla Libia. Fineo e Cefeo ebbero invece dal padre l'Etiopia.
Quando Belo morì, i due figli Danao ed Egitto vennero a contrasto. Danao con le sue cinquanta figlie abbandonò l'Egitto per approdare nel Peloponneso dove fondò il regno di Argo.